# Куртеду
Куртеду (фр. Courtedoux) — громада  в Швейцарії в кантоні Юра, округ Порантрюї.

## Географія
Громада розташована на відстані близько 60 км на північний захід від Берна, 24 км на захід від Делемона.
Куртеду має площу 8,2 км², з яких на 10% дозволяється будівництво (житлове та будівництво доріг), 52,3% використовуються в сільськогосподарських цілях, 37,7% зайнято лісами, 0% не є продуктивними (річки, льодовики або гори).

## Демографія
2019 року в громаді мешкало 772 особи (+7,1% порівняно з 2010 роком), іноземців було 7,3%. Густота населення становила 94 осіб/км².
За віковим діапазоном населення розподілялося таким чином: 21% — особи молодші 20 років, 55,1% — особи у віці 20—64 років, 24% — особи у віці 65 років та старші. Було 323 помешкань (у середньому 2,4 особи в помешканні).
Із загальної кількості 235 працюючих 29 було зайнятих в первинному секторі, 151 — в обробній промисловості, 55 — в галузі послуг.